# Cyclosorus guamensis
Cyclosorus guamensis är en kärrbräkenväxtart som först beskrevs av Holtt., och fick sitt nu gällande namn av David H. Lorence. Cyclosorus guamensis ingår i släktet Cyclosorus och familjen Thelypteridaceae. Inga underarter finns listade.